# Gnojno (Święty Krzyż)
Gnojno is een dorp in het Poolse woiwodschap Święty Krzyż, in het district Buski. De plaats maakt deel uit van de gemeente Gnojno.